# Przewóz (gmina Kozienice)
Przewóz – wieś sołecka w Polsce położona w województwie mazowieckim, w powiecie kozienickim, w gminie Kozienice.
Miejscowość jest siedzibą sołectwa o tej samej nazwie w gminie Kozienice. W jego skład wchodzą również Cudów i Wymysłów.
W latach 1975–1998 miejscowość należała administracyjnie do województwa radomskiego, zaś przed 1975 r. do województwa kieleckiego.
Wierni kościoła rzymskokatolickiego należą do parafii Świętego Krzyża w Kozienicach.